# Adam Manikowski
Adam Henryk Manikowski (ur. 28 lipca 1946 we Wrocławiu) – polski historyk. Doktor habilitowany. Profesor Instytutu Historii PAN.
Znawca historii Europy XVI–XVII w. Autor  rozprawy „Społeczeństwo elitarnej konsumpcji. Toskańskie przedsiębiorstwo arystokratyczne Lorenzo Strozzi w XVII w.”.
(The society of elite consumption: Lorenzo Strozzi's aristocratic enterprise in 17th-century Tuscany).

## Życiorys
W 1969 ukończył studia historyczne na Wydziale Historycznym Uniwersytetu Warszawskiego. W latach 1973–2001 wykładał w Instytucie Historii Filii UW w Białymstoku przekształconej w roku 1997 w Uniwersytet w Białymstoku. Od roku  1990 do 1993 był dyrektorem  Instytutu Historii na tej uczelni.
W latach 1984–1994 wykładał w Państwowej Wyższej Szkole Teatralnej w Warszawie.
W latach 1993–1997 był dyrektorem Biblioteki Narodowej w Warszawie.
Zatrudniony w roku 2002, w roku 2004 został wicedyrektorem, zaś w latach 2008–2011 sprawował funkcję dyrektora Instytutu Historii  PAN.
Mąż  Haliny Manikowskiej (od 1972).

## Odznaczenia
- Krzyż Oficerski Legii Honorowej, 1996 (Francja)[2]